# Stabulation (vinification)
Pour les articles homonymes, voir Stabulation.
La stabulation est une technique de vinification.

## Définition
La stabulation à froid permet, après une macération pelliculaire ou non, d’accroître l'expression des arômes par un contact jus-bourbes assez long.

## Réalisation
Cette pratique se déroule avec une vendange mûre, saine et éraflée. Elle se réalise par l'intermédiaire d'un groupe de froid ou d'une cuve en inox thermorégulée.
La récupération du moût peut se situer vers les 12° à 14°, après enzymage et sulfitage.
La stabulation dure de 4 à 6 jours, à une température d'environ 6°, en cuve.
À la fin la vendange est débourbée.

## But
Cette technique est réalisée pour une recherche de finesse et d'intensité aromatique.